# Polydrusinae
Polydrosinae — подсемейство жесткокрылых из семейства долгоносиков

## Описание
Мандибулы массивные, их толщина приметно равна ширине (смотреть спереди), спереди отвесно или косо отрубленные; наружный край толстый, верхняя сторона не сводчатая, нижняя не выделбленная, внутренний край без сильных зубцов; у молодых жуков с торчащим придатком, в будущем отпадающим, однако, оставляет широкую площадку, которую называют рубцом. Постментум короткий или не выражен. Головотрубка без голого ункуса, редко с покрытым сплошными щетинками кручковидным выступом.
Анальных хет не имеется. Прекоксальная часть переднегруди не длиннее или немного длиннее посткоксальной.

## Систематика
В современных исследованиях рассматривается как триба Polydrusini в  составе семейства Entiminae.
В составе подсемейства:
- Pantorhytes